# Campionatul Mondial de Handbal Masculin din 2017
Campionatul Mondial de Handbal Masculin din 2017 a fost cea de a XXV-a ediție a turneului organizat Federația Internațională de Handbal, a avut loc în perioada 11-29 ianuarie 2017 și a fost găzduit de Franța.

## Țări candidate
Danemarca și Franța au fost candidate pentru a găzdui Campionatul Mondial de Handbal masculin din 2017. Consiliul IHF a decis atribuirea competițiilor masculin și feminin la finalul Campionatului Mondial Feminin din 2011  la reuniunea de la São Paulo, Brazilia, joi, 15 decembrie 2011. Danemarca a fost co-gazdă a Campionatul Mondial Feminin din 1999 și gazdă a Campionatului Mondial Masculin din 1978. Danemarca a găzduit, de asemenea, Campionatul European Feminin de două ori și a primit Campionatul European Masculin din 2014. Franța a găzduit Campionatul Mondial Masculin din 1970 și 2001 și a fost gazda Campionatului Mondial Feminin din 2007.

## Sălile
Campionatul s-a disputat în 8 săli din Paris-Bercy, Rouen, Nantes, Metz, Albertville, Montpellier, Lille și Brest.
| Lille                       | Paris                                                | Nantes                                               |                                                      |
| --------------------------- | ---------------------------------------------------- | ---------------------------------------------------- | ---------------------------------------------------- |
| Stade Pierre-Mauroy         | AccorHotels Arena                                    | Exponantes – Hall XXL                                |                                                      |
| Capacity: 27.500            | Capacity: 15.700                                     | Capacity: 10.800                                     |                                                      |
|                             |                                                      |                                                      |                                                      |
| Montpellier                 | LilleParisMontpellierRouenAlbertvilleNantesMetzBrest | LilleParisMontpellierRouenAlbertvilleNantesMetzBrest | LilleParisMontpellierRouenAlbertvilleNantesMetzBrest |
| Park&Suites Arena           | LilleParisMontpellierRouenAlbertvilleNantesMetzBrest | LilleParisMontpellierRouenAlbertvilleNantesMetzBrest | LilleParisMontpellierRouenAlbertvilleNantesMetzBrest |
| Capacity: 9.853             | LilleParisMontpellierRouenAlbertvilleNantesMetzBrest | LilleParisMontpellierRouenAlbertvilleNantesMetzBrest | LilleParisMontpellierRouenAlbertvilleNantesMetzBrest |
|                             | LilleParisMontpellierRouenAlbertvilleNantesMetzBrest | LilleParisMontpellierRouenAlbertvilleNantesMetzBrest | LilleParisMontpellierRouenAlbertvilleNantesMetzBrest |
| Albertville                 | LilleParisMontpellierRouenAlbertvilleNantesMetzBrest | LilleParisMontpellierRouenAlbertvilleNantesMetzBrest | LilleParisMontpellierRouenAlbertvilleNantesMetzBrest |
| La halle de glace Olympique | LilleParisMontpellierRouenAlbertvilleNantesMetzBrest | LilleParisMontpellierRouenAlbertvilleNantesMetzBrest | LilleParisMontpellierRouenAlbertvilleNantesMetzBrest |
| Capacity: 6.500             | LilleParisMontpellierRouenAlbertvilleNantesMetzBrest | LilleParisMontpellierRouenAlbertvilleNantesMetzBrest | LilleParisMontpellierRouenAlbertvilleNantesMetzBrest |
|                             | LilleParisMontpellierRouenAlbertvilleNantesMetzBrest | LilleParisMontpellierRouenAlbertvilleNantesMetzBrest | LilleParisMontpellierRouenAlbertvilleNantesMetzBrest |
| Rouen                       | Metz                                                 | Brest                                                |                                                      |
| Kindarena                   | Arènes de Metz                                       | Brest Arena                                          |                                                      |
| Capacity: 5.700             | Capacity: 5.127                                      | Capacity: 4.000                                      |                                                      |
|                             |                                                      |                                                      |                                                      |

## Calificare
24 de echipe au participat la turneul final. Franța ca țară gazdă și campioană mondială este calificată automat. Alte 23 de locuri au fost disponibile pentru cele mai bune echipe din turneele de calificare de pe fiecare continent.
| Competiție                                        | Date                           | Locuri acordate | Calificate                                                                                |
| ------------------------------------------------- | ------------------------------ | --------------- | ----------------------------------------------------------------------------------------- |
| Țara gazdă                                        | 15 decembrie 2011              | 1               | Franța                                                                                    |
| Campionatul Mondial din 2015                      | 15 ianuarie – 1 februarie 2015 | 1               | Qatar                                                                                     |
| Campionatul African de Handbal Masculin 2016      |                                | 3               | Angola · Egipt · Tunisia                                                                  |
| Campionatul European de Handbal Masculin din 2016 | 15–31 ianuarie 2016            | 3               | Croația · Germania · Spania                                                               |
| Campionatul Asiatic de Handbal Masculin 2016      | 15–28 ianuarie 2016            | 3               | Bahrain · Japonia · Arabia Saudită                                                        |
| Calificări Zona Europeană                         | 4 noiembrie 2015–16 iunie 2016 | 9               | Belarus · Danemarca · Ungaria · Islanda · Macedonia · Polonia · Rusia · Slovenia · Suedia |
| Campionatul Pan American de Handbal Masculin 2016 | 11–19 iunie 2016               | 3               | Argentina · Brazilia · Chile                                                              |
| Wildcard                                          |                                | 1               | Norvegia                                                                                  |

## Echipe calificate
| Țară           | Calificată ca                                 | Calificată la     | Apariții anterioare1, 2 |
| -------------- | --------------------------------------------- | ----------------- | --- |
| Franța         | Țara gazdă                                    | 15 decembrie 2011 | 19 (1954, 1958,1961, 1964,1967,1970, 1978, 1990, 1993, 1995, 1997, 1999, 2001, 2003, 2005, 2007, 2009, 2011, 2013, 2015)                |
| Qatar          | Semifinalistă a 2015                          | 30 ianuarie 2015  | 5 (2003, 2005, 2007, 2013, 2015) |
| Bahrain        | Semifinalistă a Campionatul Asiatic din 2016  | 24 ianuarie 2016  | 1 (2011) |
| Japonia        | Semifinalistă a Campionatul Asiatic din 2016  | 24 ianuarie 2016  | 12 (1961, 1964, 1967, 1970, 1974, 1978, 1982, 1990, 1995, 1997, 2005, 2011)                                                             |
| Arabia Saudită | Semifinalistă a Campionatul Asiatic din 2016  | 24 ianuarie 2016  | 7 (1997, 1999, 2001, 2003, 2009, 2013, 2015)                                                                                            |
| Egipt          | Finalistă a Campionatul African din 2016      | 29 ianuarie 2016  | 13 (1964, 1993, 1995, 1997, 1999, 2001, 2003, 2005, 2007, 2009, 2011, 2013, 2015)                                                       |
| Germania       | Finalistă a 2016                              | 29 ianuarie 2016  | 22 (1938, 1954, 1958, 1961, 1964, 1967, 1970, 1974, 1978, 1982, 1986, 1993, 1995, 1999, 2001, 2003, 2005, 2007, 2009, 2011, 2013, 2015) |
| Spania         | Finalistă a 2016                              | 29 ianuarie 2016  | 18 (1958, 1974, 1978, 1982, 1986, 1990, 1993, 1995, 1997, 1999, 2001, 2003, 2005, 2007, 2009, 2011, 2013, 2015)                         |
| Tunisia        | Finalistă a Campionatul African din 2016      | 29 ianuarie 2016  | 12 (1967, 1995, 1997, 1999, 2001, 2003, 2005, 2007, 2009, 2011, 2013, 2015)                                                             |
| Angola         | Locul 3 la Campionatul African din 2016       | 30 ianuarie 2016  | 2 (2005, 2007) |
| Croația        | Locul 3 la Campionatul European din 2016      | 31 ianuarie 2016  | 11 (1995, 1997, 1999, 2001, 2003, 2005, 2007, 2009, 2011, 2013, 2015)                                                                   |
| Belarus        | Barajele de calificare europene               | 15 iunie 2016     | 3 (1995, 2013, 2015) |
| Danemarca      | Barajele de calificare europene               | 15 iunie 2016     | 21 (1938, 1954, 1958, 1961, 1964, 1967, 1970, 1974, 1978, 1982, 1986, 1993, 1995, 1999, 2003, 2005, 2007, 2009, 2011, 2013, 2015)       |
| Ungaria        | Barajele de calificare europene               | 15 iunie 2016     | 18 (1958, 1964, 1967, 1970, 1974, 1978, 1982, 1986, 1990, 1993, 1995, 1997, 1999, 2003, 2007, 2009, 2011, 2013)                         |
| Macedonia      | Barajele de calificare europene               | 15 iunie 2016     | 4 (1999, 2009, 2013, 2015) |
| Polonia        | Barajele de calificare europene               | 15 iunie 2016     | 14 (1958, 1967, 1970, 1974, 1978, 1982, 1986, 1990, 2003, 2007, 2009, 2011, 2013, 2015)                                                 |
| Rusia          | Barajele de calificare europene               | 15 iunie 2016     | 12 (1993, 1995, 1997, 1999, 2001, 2003, 2005, 2007, 2009, 2013, 2015)                                                                   |
| Slovenia       | Barajele de calificare europene               | 15 iunie 2016     | 7 (1995, 2001, 2003, 2005, 2007, 2013, 2015)                                                                                            |
| Suedia         | Barajele de calificare europene               | 15 iunie 2016     | 22 (1938, 1954, 1958, 1961, 1964, 1967, 1970, 1974, 1978, 1982, 1986, 1990, 1993, 1995, 1997, 1999, 2001, 2003, 2005, 2009, 2011, 2015) |
| Islanda        | Barajele de calificare europene               | 16 iunie 2016     | 18 (1958, 1961, 1964, 1970, 1974, 1978, 1986, 1990, 1993, 1995, 1997, 2001, 2003, 2005, 2007, 2011, 2013, 2015)                         |
| Brazilia       | Finalistă a Campionatul Pan American din 2016 | 18 iunie 2016     | 12 (1958, 1995, 1997, 1999, 2001, 2003, 2005, 2007, 2009, 2011, 2013, 2015)                                                             |
| Chile          | Finalistă a Campionatul Pan American din 2016 | 18 iunie 2016     | 3 (2011, 2013, 2015) |
| Argentina      | Locul 3 la Campionatul Pan American din 2016  | 23 iunie 2016     | 10 (1997, 1999, 2001, 2003, 2005, 2007, 2009, 2011, 2013, 2015)                                                                         |
| Norvegia       | Wildcard                                      | 21 iunie 2016     | 14 (1958, 1961, 1964, 1967, 1970, 1993, 1997, 1999, 2001, 2005, 2007, 2009, 2011)                                                       |

1 literele îngroșate indică titlul câștigat în acel an
2 literele înclinate indică găzduirea turneului în acel an

## Arbitrii
Cele 16 perechi de arbitri anunțate au fost:
| Arbitri   | Arbitri                                   |
| --------- | ----------------------------------------- |
| Argentina | Julian Grillo Sebastián Lenci             |
| Cehia     | Václav Horáček Jiří Novotný               |
| Danemarca | Martin Gjeding Mads Hansen                |
| Franța    | Charlotte Bonaventura Julie Bonaventura   |
| Franța    | Laurent Reveret Stevann Pichon            |
| Germania  | Lars Geipel Marcus Helbig                 |
| Iran      | Majid Kolahdouzan Alireza Mousaviannazhad |
| Letonia   | Renārs Līcis Zigmārs Sondors              |

| Referees      | Referees                          |
| ------------- | --------------------------------- |
| Lituania      | Mindaugas Gatelis Vaidas Mažeika  |
| Macedonia     | Gjorgji Nachevski Slave Nikolov   |
| Muntenegru    | Ivan Pavićević Miloš Ražnatović   |
| Slovenia      | Bojan Lah David Sok               |
| Coreea de Sud | Lee Se-ok Koo Bon-ok              |
| Spania        | Óscar López Ángel Ramírez         |
| Elveția       | Arthur Brunner Morad Salah        |
| Tunisia       | Ismail Boualloucha Ramzi Khenissi |

## Grupele preliminare
Programul a fost anunțat pe 23 septembrie 2015.

### Grupa A
| Loc | Echipa     | MJ | V | E | Î | GM  | GP  | DG  | Pct | Calificare       |
| --- | ---------- | -- | - | - | - | --- | --- | --- | --- | ---------------- |
| 1   | Franța (H) | 5  | 5 | 0 | 0 | 154 | 112 | +42 | 10  | Optimi de finală |
| 2   | Norvegia   | 5  | 4 | 0 | 1 | 155 | 124 | +31 | 8   | Optimi de finală |
| 3   | Rusia      | 5  | 3 | 0 | 2 | 139 | 136 | +3  | 6   | Optimi de finală |
| 4   | Brazilia   | 5  | 2 | 0 | 3 | 121 | 146 | −25 | 4   | Optimi de finală |
| 5   | Polonia    | 5  | 1 | 0 | 4 | 115 | 125 | −10 | 2   |                  |
| 6   | Japonia    | 5  | 0 | 0 | 5 | 120 | 161 | −41 | 0   |                  |

| 11 ianuarie 2017 20:45 | Franța  | 31–16   | Brazilia | AccorHotels Arena, Paris Asistență: 15.609 Arbitri: Lah, Sok |
| 11 ianuarie 2017 20:45 | Porte 6 | (17–7)  | Toledo 5 | AccorHotels Arena, Paris Asistență: 15.609 Arbitri: Lah, Sok |
| 11 ianuarie 2017 20:45 | 4× 2×   | Cronică | 3×       | AccorHotels Arena, Paris Asistență: 15.609 Arbitri: Lah, Sok |

| 12 ianuarie 2017 17:45 | Rusia           | 39–29   | Japonia | Exponantes – Hall XXL, Nantes Asistență: 4.867 Arbitri: Kolahdouzan, Mousaviannazhad |
| 12 ianuarie 2017 17:45 | trei jucători 6 | (18–15) | Shida 7 | Exponantes – Hall XXL, Nantes Asistență: 4.867 Arbitri: Kolahdouzan, Mousaviannazhad |
| 12 ianuarie 2017 17:45 | 3× 2×           | Cronică | 3×      | Exponantes – Hall XXL, Nantes Asistență: 4.867 Arbitri: Kolahdouzan, Mousaviannazhad |

| 12 ianuarie 2017 20:45 | Polonia  | 20–22   | Norvegia     | Exponantes – Hall XXL, Nantes Asistență: 5.356 Arbitri: Brunner, Salah |
| 12 ianuarie 2017 20:45 | Daszek 7 | (10–12) | Lie Hansen 6 | Exponantes – Hall XXL, Nantes Asistență: 5.356 Arbitri: Brunner, Salah |
| 12 ianuarie 2017 20:45 | 3× 2×    | Cronică | 6× 4×        | Exponantes – Hall XXL, Nantes Asistență: 5.356 Arbitri: Brunner, Salah |

| 13 ianuarie 2017 17:45 | Japonia  | 19–31   | Franța     | Exponantes – Hall XXL, Nantes Asistență: 10.500 Arbitri: Brunner, Salah |
| 13 ianuarie 2017 17:45 | Uegaki 5 | (9–17)  | Fabregas 7 | Exponantes – Hall XXL, Nantes Asistență: 10.500 Arbitri: Brunner, Salah |
| 13 ianuarie 2017 17:45 | 2×       | Cronică | 2× 3×      | Exponantes – Hall XXL, Nantes Asistență: 10.500 Arbitri: Brunner, Salah |

| 14 ianuarie 2017 14:45 | Brazilia | 28–24   | Polonia      | Exponantes – Hall XXL, Nantes Asistență: 10.171 Arbitri: Horáček, Novotný |
| 14 ianuarie 2017 14:45 | Toledo 8 | (16–11) | Paczkowski 6 | Exponantes – Hall XXL, Nantes Asistență: 10.171 Arbitri: Horáček, Novotný |
| 14 ianuarie 2017 14:45 | 3×       | Cronică | 1×           | Exponantes – Hall XXL, Nantes Asistență: 10.171 Arbitri: Horáček, Novotný |

| 14 ianuarie 2017 17:45 | Norvegia   | 28–24   | Rusia    | Exponantes – Hall XXL, Nantes Asistență: 9.812 Arbitri: Gjeding, Hansen |
| 14 ianuarie 2017 17:45 | Bjørnsen 7 | (15–11) | Soroka 8 | Exponantes – Hall XXL, Nantes Asistență: 9.812 Arbitri: Gjeding, Hansen |
| 14 ianuarie 2017 17:45 | 2×         | Cronică | 4× 3×    | Exponantes – Hall XXL, Nantes Asistență: 9.812 Arbitri: Gjeding, Hansen |

| 15 ianuarie 2017 17:45 | Franța          | 31–28   | Norvegia  | Exponantes – Hall XXL, Nantes Asistență: 10.500 Arbitri: Kolahdouzan, Mousaviannazhad |
| 15 ianuarie 2017 17:45 | trei jucători 5 | (16–12) | Sagosen 7 | Exponantes – Hall XXL, Nantes Asistență: 10.500 Arbitri: Kolahdouzan, Mousaviannazhad |
| 15 ianuarie 2017 17:45 | 5× 3× 1×        | Cronică | 7× 3× 1×  | Exponantes – Hall XXL, Nantes Asistență: 10.500 Arbitri: Kolahdouzan, Mousaviannazhad |

| 15 ianuarie 2017 20:45 | Brazilia  | 27–24   | Japonia  | Exponantes – Hall XXL, Nantes Asistență: 8.326 Arbitri: Gjeding, Hansen |
| 15 ianuarie 2017 20:45 | Langaro 8 | (14–12) | Tokuda 7 | Exponantes – Hall XXL, Nantes Asistență: 8.326 Arbitri: Gjeding, Hansen |
| 15 ianuarie 2017 20:45 | 2× 1×     | Cronică | 2× 3×    | Exponantes – Hall XXL, Nantes Asistență: 8.326 Arbitri: Gjeding, Hansen |

| 16 ianuarie 2017 20:45 | Polonia     | 20–24   | Rusia      | Exponantes – Hall XXL, Nantes Asistență: 4.961 Arbitri: Horáček, Novotný |
| 16 ianuarie 2017 20:45 | T. Gębala 4 | (9–13)  | Kovalyov 7 | Exponantes – Hall XXL, Nantes Asistență: 4.961 Arbitri: Horáček, Novotný |
| 16 ianuarie 2017 20:45 | 5× 2× 1×    | Cronică | 3× 1×      | Exponantes – Hall XXL, Nantes Asistență: 4.961 Arbitri: Horáček, Novotný |

| 17 ianuarie 2017 14:00 | Norvegia  | 39–26   | Brazilia          | Exponantes – Hall XXL, Nantes Asistență: 5.943 Arbitri: Horáček, Novotný |
| 17 ianuarie 2017 14:00 | Sagosen 7 | (18–13) | Chiuffa, Pozzer 6 | Exponantes – Hall XXL, Nantes Asistență: 5.943 Arbitri: Horáček, Novotný |
| 17 ianuarie 2017 14:00 | 3× 2×     | Cronică | 6× 1×             | Exponantes – Hall XXL, Nantes Asistență: 5.943 Arbitri: Horáček, Novotný |

| 17 ianuarie 2017 17:45 | Polonia  | 26–25   | Japonia | Exponantes – Hall XXL, Nantes Asistență: 8.655 Arbitri: Brunner, Salah |
| 17 ianuarie 2017 17:45 | Daszek 5 | (9–11)  | Shida 9 | Exponantes – Hall XXL, Nantes Asistență: 8.655 Arbitri: Brunner, Salah |
| 17 ianuarie 2017 17:45 | 4× 3×    | Cronică | 1× 2×   | Exponantes – Hall XXL, Nantes Asistență: 8.655 Arbitri: Brunner, Salah |

| 17 ianuarie 2017 20:45 | Rusia         | 24–35   | Franța    | Exponantes – Hall XXL, Nantes Asistență: 10.500 Arbitri: Gjeding, Hansen |
| 17 ianuarie 2017 20:45 | Shishkaryov 6 | (11–16) | Dipanda 8 | Exponantes – Hall XXL, Nantes Asistență: 10.500 Arbitri: Gjeding, Hansen |
| 17 ianuarie 2017 20:45 | 3× 1×         | Cronică | 2×        | Exponantes – Hall XXL, Nantes Asistență: 10.500 Arbitri: Gjeding, Hansen |

| 19 ianuarie 2017 14:00 | Rusia                | 28–24   | Brazilia        | Exponantes – Hall XXL, Nantes Asistență: 5.197 Arbitri: Gjeding, Hansen |
| 19 ianuarie 2017 14:00 | Dereven, Shelmenko 5 | (14–15) | trei jucători 5 | Exponantes – Hall XXL, Nantes Asistență: 5.197 Arbitri: Gjeding, Hansen |
| 19 ianuarie 2017 14:00 | 5× 2× 1×             | Cronică | 4× 1×           | Exponantes – Hall XXL, Nantes Asistență: 5.197 Arbitri: Gjeding, Hansen |

| 19 ianuarie 2017 17:45 | Franța   | 26–25   | Polonia                | Exponantes – Hall XXL, Nantes Asistență: 10.500 Arbitri: Brunner, Salah |
| 19 ianuarie 2017 17:45 | Nyokas 7 | (13–13) | T. Gębala, Krajewski 5 | Exponantes – Hall XXL, Nantes Asistență: 10.500 Arbitri: Brunner, Salah |
| 19 ianuarie 2017 17:45 | 3× 2×    | Cronică | 3× 2×                  | Exponantes – Hall XXL, Nantes Asistență: 10.500 Arbitri: Brunner, Salah |

| 19 ianuarie 2017 20:45 | Japonia  | 23–38   | Norvegia | Exponantes – Hall XXL, Nantes Asistență: 3.621 Arbitri: Horáček, Novotný |
| 19 ianuarie 2017 20:45 | Motoki 4 | (14–19) | Myrhol 7 | Exponantes – Hall XXL, Nantes Asistență: 3.621 Arbitri: Horáček, Novotný |
| 19 ianuarie 2017 20:45 | 3×       | Cronică | 1×       | Exponantes – Hall XXL, Nantes Asistență: 3.621 Arbitri: Horáček, Novotný |

### Grupa B
| Loc | Echipa    | MJ | V | E | Î | GM  | GP  | DG  | Pct | Calificare       |
| --- | --------- | -- | - | - | - | --- | --- | --- | --- | ---------------- |
| 1   | Spania    | 5  | 5 | 0 | 0 | 160 | 115 | +45 | 10  | Optimi de finală |
| 2   | Slovenia  | 5  | 3 | 1 | 1 | 151 | 136 | +15 | 7   | Optimi de finală |
| 3   | Macedonia | 5  | 2 | 1 | 2 | 139 | 137 | +2  | 5   | Optimi de finală |
| 4   | Islanda   | 5  | 1 | 2 | 2 | 128 | 121 | +7  | 4   | Optimi de finală |
| 5   | Tunisia   | 5  | 1 | 2 | 2 | 144 | 144 | 0   | 4   |                  |
| 6   | Angola    | 5  | 0 | 0 | 5 | 122 | 191 | −69 | 0   |                  |

1. 1 2  Islanda 22–22 Tunisia

| 12 ianuarie 2017 14:00 | Slovenia            | 42–25   | Angola  | Arenes de Metz, Metz Asistență: 2.179 Arbitri: Grillo, Lenci |
| 12 ianuarie 2017 14:00 | Mačkovšek, Marguč 8 | (22–13) | Lopes 7 | Arenes de Metz, Metz Asistență: 2.179 Arbitri: Grillo, Lenci |
| 12 ianuarie 2017 14:00 | 4× 3×               | Cronică | 3× 1×   | Arenes de Metz, Metz Asistență: 2.179 Arbitri: Grillo, Lenci |

| 12 ianuarie 2017 17:45 | Macedonia     | 34–30   | Tunisia     | Arenes de Metz, Metz Asistență: 2.561 Arbitri: Koo, Lee |
| 12 ianuarie 2017 17:45 | K. Lazarov 12 | (13–14) | Boughanmi 9 | Arenes de Metz, Metz Asistență: 2.561 Arbitri: Koo, Lee |
| 12 ianuarie 2017 17:45 | 4×            | Cronică | 6× 3×       | Arenes de Metz, Metz Asistență: 2.561 Arbitri: Koo, Lee |

| 12 ianuarie 2017 20:45 | Spania               | 27–21   | Islanda      | Arenes de Metz, Metz Asistență: 5.054 Arbitri: Gatelis, Mažeika |
| 12 ianuarie 2017 20:45 | Balaguer, Cañellas 4 | (10–12) | Sigurðsson 5 | Arenes de Metz, Metz Asistență: 5.054 Arbitri: Gatelis, Mažeika |
| 12 ianuarie 2017 20:45 | 3×                   | Cronică | 5× 4×        | Arenes de Metz, Metz Asistență: 5.054 Arbitri: Gatelis, Mažeika |

| 14 ianuarie 2017 14:45 | Islanda   | 25–26   | Slovenia | Arenes de Metz, Metz Asistență: 5.054 Arbitri: Koo, Lee |
| 14 ianuarie 2017 14:45 | Elísson 7 | (8–11)  | Bezjak 6 | Arenes de Metz, Metz Asistență: 5.054 Arbitri: Koo, Lee |
| 14 ianuarie 2017 14:45 | 5× 3×     | Cronică | 4×       | Arenes de Metz, Metz Asistență: 5.054 Arbitri: Koo, Lee |

| 14 ianuarie 2017 17:45 | Tunisia | 21–26   | Spania            | Arenes de Metz, Metz Asistență: 5.056 Arbitri: Geipel, Helbig |
| 14 ianuarie 2017 17:45 | Toumi 5 | (10–12) | Balaguer, Tomás 5 | Arenes de Metz, Metz Asistență: 5.056 Arbitri: Geipel, Helbig |
| 14 ianuarie 2017 17:45 | 3×      | Cronică | 1× 2×             | Arenes de Metz, Metz Asistență: 5.056 Arbitri: Geipel, Helbig |

| 14 ianuarie 2017 20:45 | Angola  | 22–31   | Macedonia     | Arenes de Metz, Metz Asistență: 3.845 Arbitri: Gatelis, Mažeika |
| 14 ianuarie 2017 20:45 | Lopes 5 | (9–14)  | K. Lazarov 10 | Arenes de Metz, Metz Asistență: 3.845 Arbitri: Gatelis, Mažeika |
| 14 ianuarie 2017 20:45 | 3× 2×   | Cronică | 5× 3×         | Arenes de Metz, Metz Asistență: 3.845 Arbitri: Gatelis, Mažeika |

| 15 ianuarie 2017 14:45 | Islanda      | 22–22   | Tunisia    | Arenes de Metz, Metz Asistență: 5.054 Arbitri: Grillo, Lenci |
| 15 ianuarie 2017 14:45 | Sigurðsson 5 | (11–13) | Bannour 12 | Arenes de Metz, Metz Asistență: 5.054 Arbitri: Grillo, Lenci |
| 15 ianuarie 2017 14:45 | 7× 2× 1×     | Cronică | 3×         | Arenes de Metz, Metz Asistență: 5.054 Arbitri: Grillo, Lenci |

| 16 ianuarie 2017 17:45 | Slovenia         | 29–22   | Macedonia    | Arenes de Metz, Metz Asistență: 2.605 Arbitri: Geipel, Helbig |
| 16 ianuarie 2017 17:45 | Bezjak, Marguč 4 | (16–10) | K. Lazarov 9 | Arenes de Metz, Metz Asistență: 2.605 Arbitri: Geipel, Helbig |
| 16 ianuarie 2017 17:45 | 5× 2×            | Cronică | 2×           | Arenes de Metz, Metz Asistență: 2.605 Arbitri: Geipel, Helbig |

| 16 ianuarie 2017 20:45 | Spania      | 42–22   | Angola   | Arenes de Metz, Metz Asistență: 2.126 Arbitri: Grillo, Lenci |
| 16 ianuarie 2017 20:45 | Fernández 9 | (21–10) | Lopes 6  | Arenes de Metz, Metz Asistență: 2.126 Arbitri: Grillo, Lenci |
| 16 ianuarie 2017 20:45 | 1× 2×       | Cronică | 1× 2× 1× | Arenes de Metz, Metz Asistență: 2.126 Arbitri: Grillo, Lenci |

| 17 ianuarie 2017 17:45 | Slovenia    | 28–28   | Tunisia | Arenes de Metz, Metz Asistență: 3.039 Arbitri: Gatelis, Mažeika |
| 17 ianuarie 2017 17:45 | Kavtičnik 7 | (15–13) | Sanaï 8 | Arenes de Metz, Metz Asistență: 3.039 Arbitri: Gatelis, Mažeika |
| 17 ianuarie 2017 17:45 | 5× 3×       | Cronică | 3× 1×   | Arenes de Metz, Metz Asistență: 3.039 Arbitri: Gatelis, Mažeika |

| 17 ianuarie 2017 20:45 | Angola  | 19–33   | Islanda      | Arenes de Metz, Metz Asistență: 1.725 Arbitri: Geipel, Helbig |
| 17 ianuarie 2017 20:45 | Lopes 8 | (8–16)  | Sigurðsson 8 | Arenes de Metz, Metz Asistență: 1.725 Arbitri: Geipel, Helbig |
| 17 ianuarie 2017 20:45 | 5× 3×   | Cronică | 1× 2×        | Arenes de Metz, Metz Asistență: 1.725 Arbitri: Geipel, Helbig |

| 18 ianuarie 2017 20:45 | Macedonia    | 25–29   | Spania          | Arenes de Metz, Metz Asistență: 3.951 Arbitri: Gatelis, Mažeika |
| 18 ianuarie 2017 20:45 | K. Lazarov 6 | (14–14) | Rivera Folch 11 | Arenes de Metz, Metz Asistență: 3.951 Arbitri: Gatelis, Mažeika |
| 18 ianuarie 2017 20:45 | 2× 4×        | Cronică | 2×              | Arenes de Metz, Metz Asistență: 3.951 Arbitri: Gatelis, Mažeika |

| 19 ianuarie 2017 14:00 | Tunisia    | 43–34   | Angola  | Arenes de Metz, Metz Asistență: 1.935 Arbitri: Koo, Lee |
| 19 ianuarie 2017 14:00 | Bannour 10 | (23–16) | Teca 10 | Arenes de Metz, Metz Asistență: 1.935 Arbitri: Koo, Lee |
| 19 ianuarie 2017 14:00 | 2×         | Cronică | 3× 1×   | Arenes de Metz, Metz Asistență: 1.935 Arbitri: Koo, Lee |

| 19 ianuarie 2017 17:45 | Macedonia    | 27–27   | Islanda   | Arenes de Metz, Metz Asistență: 3.225 Arbitri: Grillo, Lenci |
| 19 ianuarie 2017 17:45 | K. Lazarov 7 | (13–15) | Kárason 7 | Arenes de Metz, Metz Asistență: 3.225 Arbitri: Grillo, Lenci |
| 19 ianuarie 2017 17:45 | 4× 3×        | Cronică | 4× 3×     | Arenes de Metz, Metz Asistență: 3.225 Arbitri: Grillo, Lenci |

| 19 ianuarie 2017 20:45 | Spania     | 36–26   | Slovenia | Arenes de Metz, Metz Asistență: 5.054 Arbitri: Geipel, Helbig |
| 19 ianuarie 2017 20:45 | Balaguer 7 | (18–10) | Marguč 6 | Arenes de Metz, Metz Asistență: 5.054 Arbitri: Geipel, Helbig |
| 19 ianuarie 2017 20:45 | 4× 1×      | Cronică | 4× 3×    | Arenes de Metz, Metz Asistență: 5.054 Arbitri: Geipel, Helbig |

### Grupa C
| Loc | Echipa         | MJ | V | E | Î | GM  | GP  | DG  | Pct | Calificare       |
| --- | -------------- | -- | - | - | - | --- | --- | --- | --- | ---------------- |
| 1   | Germania       | 5  | 5 | 0 | 0 | 159 | 107 | +52 | 10  | Optimi de finală |
| 2   | Croația        | 5  | 4 | 0 | 1 | 148 | 126 | +22 | 8   | Optimi de finală |
| 3   | Belarus        | 5  | 2 | 0 | 3 | 134 | 145 | −11 | 4   | Optimi de finală |
| 4   | Ungaria        | 5  | 2 | 0 | 3 | 147 | 138 | +9  | 4   | Optimi de finală |
| 5   | Arabia Saudită | 5  | 1 | 0 | 4 | 123 | 157 | −34 | 2   |                  |
| 6   | Chile          | 5  | 1 | 0 | 4 | 122 | 160 | −38 | 2   |                  |

1. 1 2  Belarus 27–25 Ungaria
2. 1 2  Arabia Saudită 26–25 Chile

| 13 ianuarie 2017 14:00 | Belarus    | 28–32   | Chile        | Kindarena, Rouen Asistență: 2.000 Arbitri: Bonaventura, Bonaventura |
| 13 ianuarie 2017 14:00 | Karalek 10 | (14–14) | R. Salinas 8 | Kindarena, Rouen Asistență: 2.000 Arbitri: Bonaventura, Bonaventura |
| 13 ianuarie 2017 14:00 | 7× 3×      | Report  | 4× 3×        | Kindarena, Rouen Asistență: 2.000 Arbitri: Bonaventura, Bonaventura |

| 13 ianuarie 2017 17:45 | Germania      | 27–23   | Ungaria         | Kindarena, Rouen Asistență: 5.000 Arbitri: Nachevski, Nikolov |
| 13 ianuarie 2017 17:45 | Gensheimer 13 | (16–11) | șase jucători 3 | Kindarena, Rouen Asistență: 5.000 Arbitri: Nachevski, Nikolov |
| 13 ianuarie 2017 17:45 | 3× 2×         | Report  | 2× 3× 1×        | Kindarena, Rouen Asistență: 5.000 Arbitri: Nachevski, Nikolov |

| 13 ianuarie 2017 20:45 | Croația   | 28–23   | Arabia Saudită | Kindarena, Rouen Asistență: 4.500 Arbitri: Boualloucha, Khenissi |
| 13 ianuarie 2017 20:45 | Cindrić 6 | (12–11) | Al-Salem 5     | Kindarena, Rouen Asistență: 4.500 Arbitri: Boualloucha, Khenissi |
| 13 ianuarie 2017 20:45 | 3×        | Report  | 4× 3×          | Kindarena, Rouen Asistență: 4.500 Arbitri: Boualloucha, Khenissi |

| 14 ianuarie 2017 20:45 | Ungaria            | 28–31   | Croația  | Kindarena, Rouen Asistență: 5.588 Arbitri: Līcis, Sondors |
| 14 ianuarie 2017 20:45 | Balogh, Harsányi 6 | (11–11) | Štrlek 6 | Kindarena, Rouen Asistență: 5.588 Arbitri: Līcis, Sondors |
| 14 ianuarie 2017 20:45 | 3×                 | Report  | 4× 3×    | Kindarena, Rouen Asistență: 5.588 Arbitri: Līcis, Sondors |

| 15 ianuarie 2017 14:45 | Chile            | 14–35  | Germania     | Kindarena, Rouen Asistență: 5.000 Arbitri: Līcis, Sondors |
| 15 ianuarie 2017 14:45 | patru jucători 2 | (6–17) | Kohlbacher 8 | Kindarena, Rouen Asistență: 5.000 Arbitri: Līcis, Sondors |
| 15 ianuarie 2017 14:45 | 3×               | Report | 3×           | Kindarena, Rouen Asistență: 5.000 Arbitri: Līcis, Sondors |

| 15 ianuarie 2017 20:45 | Arabia Saudită | 26–29   | Belarus     | Kindarena, Rouen Asistență: 3.000 Arbitri: Nachevski, Nikolov |
| 15 ianuarie 2017 20:45 | Al-Salem 7     | (13–14) | Pukhouski 9 | Kindarena, Rouen Asistență: 3.000 Arbitri: Nachevski, Nikolov |
| 15 ianuarie 2017 20:45 | 5× 3×          | Report  | 5× 3×       | Kindarena, Rouen Asistență: 3.000 Arbitri: Nachevski, Nikolov |

| 16 ianuarie 2017 17:45 | Ungaria  | 34–29   | Chile            | Kindarena, Rouen Asistență: 2.000 Arbitri: Boualloucha, Khenissi |
| 16 ianuarie 2017 17:45 | Jamali 7 | (17–14) | Er. Feuchtmann 9 | Kindarena, Rouen Asistență: 2.000 Arbitri: Boualloucha, Khenissi |
| 16 ianuarie 2017 17:45 | 5× 4× 1× | Report  | 1× 3×            | Kindarena, Rouen Asistență: 2.000 Arbitri: Boualloucha, Khenissi |

| 16 ianuarie 2017 20:45 | Croația   | 31–25   | Belarus   | Kindarena, Rouen Asistență: 3.202 Arbitri: Bonaventura, Bonaventura |
| 16 ianuarie 2017 20:45 | Cindrić 8 | (18–15) | Karalek 7 | Kindarena, Rouen Asistență: 3.202 Arbitri: Bonaventura, Bonaventura |
| 16 ianuarie 2017 20:45 | 4× 1×     | Report  | 5× 4×     | Kindarena, Rouen Asistență: 3.202 Arbitri: Bonaventura, Bonaventura |

| 17 ianuarie 2017 17:45 | Germania | 38–24   | Arabia Saudită | Kindarena, Rouen Asistență: 2.980 Arbitri: Nachevski, Nikolov |
| 17 ianuarie 2017 17:45 | Fäth 6   | (21–13) | Al-Zaer 8      | Kindarena, Rouen Asistență: 2.980 Arbitri: Nachevski, Nikolov |
| 17 ianuarie 2017 17:45 | 3×       | Report  | 2× 3×          | Kindarena, Rouen Asistență: 2.980 Arbitri: Nachevski, Nikolov |

| 18 ianuarie 2017 14:00 | Arabia Saudită | 24–37   | Ungaria   | Kindarena, Rouen Asistență: 4.959 Arbitri: Līcis, Sondors |
| 18 ianuarie 2017 14:00 | Al-Mohsin 7    | (10–17) | Császár 9 | Kindarena, Rouen Asistență: 4.959 Arbitri: Līcis, Sondors |
| 18 ianuarie 2017 14:00 | 4× 2×          | Report  | 4× 2×     | Kindarena, Rouen Asistență: 4.959 Arbitri: Līcis, Sondors |

| 18 ianuarie 2017 17:45 | Belarus         | 25–31   | Germania     | Kindarena, Rouen Asistență: 4.524 Arbitri: Boualloucha, Khenissi |
| 18 ianuarie 2017 17:45 | trei jucători 4 | (16–16) | Gensheimer 8 | Kindarena, Rouen Asistență: 4.524 Arbitri: Boualloucha, Khenissi |
| 18 ianuarie 2017 17:45 | 3×              | Report  | 3×           | Kindarena, Rouen Asistență: 4.524 Arbitri: Boualloucha, Khenissi |

| 18 ianuarie 2017 20:45 | Croația | 37–22  | Chile                        | Kindarena, Rouen Asistență: 2.785 Arbitri: Bonaventura, Bonaventura |
| 18 ianuarie 2017 20:45 | Mihić 8 | (17–9) | Er. Feuchtmann, E. Salinas 4 | Kindarena, Rouen Asistență: 2.785 Arbitri: Bonaventura, Bonaventura |
| 18 ianuarie 2017 20:45 | 3×      | Report | 5× 2×                        | Kindarena, Rouen Asistență: 2.785 Arbitri: Bonaventura, Bonaventura |

| 20 ianuarie 2017 14:00 | Chile        | 25–26   | Arabia Saudită | Kindarena, Rouen Asistență: 2.366 Arbitri: Pavićević, Ražnatović |
| 20 ianuarie 2017 14:00 | R. Salinas 7 | (13–13) | A. Al-Abbas 9  | Kindarena, Rouen Asistență: 2.366 Arbitri: Pavićević, Ražnatović |
| 20 ianuarie 2017 14:00 | 3×           | Report  | 8× 3×          | Kindarena, Rouen Asistență: 2.366 Arbitri: Pavićević, Ražnatović |

| 20 ianuarie 2017 17:45 | Germania  | 28–21  | Croația             | Kindarena, Rouen Asistență: 5.000 Arbitri: Līcis, Sondors |
| 20 ianuarie 2017 17:45 | Wiencek 6 | (13–9) | Stepančić, Štrlek 5 | Kindarena, Rouen Asistență: 5.000 Arbitri: Līcis, Sondors |
| 20 ianuarie 2017 17:45 | 3×        | Report | 3× 2×               | Kindarena, Rouen Asistență: 5.000 Arbitri: Līcis, Sondors |

| 20 ianuarie 2017 20:45 | Belarus             | 27–25   | Ungaria           | Kindarena, Rouen Asistență: 3.761 Arbitri: Nachevski, Nikolov |
| 20 ianuarie 2017 20:45 | Brouka, Pukhouski 6 | (15–13) | Császár, Juhász 7 | Kindarena, Rouen Asistență: 3.761 Arbitri: Nachevski, Nikolov |
| 20 ianuarie 2017 20:45 | 2× 3×               | Report  | 7× 4×             | Kindarena, Rouen Asistență: 3.761 Arbitri: Nachevski, Nikolov |

### Group D
| Loc | Echipa    | MJ | V | E | Î | GM  | GP  | DG  | Pct | Calificare       |
| --- | --------- | -- | - | - | - | --- | --- | --- | --- | ---------------- |
| 1   | Danemarca | 5  | 5 | 0 | 0 | 157 | 130 | +27 | 10  | Optimi de finală |
| 2   | Suedia    | 5  | 4 | 0 | 1 | 162 | 111 | +51 | 8   | Optimi de finală |
| 3   | Egipt     | 5  | 3 | 0 | 2 | 138 | 143 | −5  | 6   | Optimi de finală |
| 4   | Qatar     | 5  | 2 | 0 | 3 | 127 | 129 | −2  | 4   | Optimi de finală |
| 5   | Argentina | 5  | 1 | 0 | 4 | 108 | 137 | −29 | 2   |                  |
| 6   | Bahrain   | 5  | 0 | 0 | 5 | 110 | 152 | −42 | 0   |                  |

| 13 ianuarie 2017 14:00 | Qatar    | 20–22   | Egipt      | AccorHotels Arena, Paris Asistență: 4.315 Arbitri: López, Ramírez |
| 13 ianuarie 2017 14:00 | Capote 5 | (8–11)  | El-Ahmar 8 | AccorHotels Arena, Paris Asistență: 4.315 Arbitri: López, Ramírez |
| 13 ianuarie 2017 14:00 | 4× 2×    | Cronică | 7× 1×      | AccorHotels Arena, Paris Asistență: 4.315 Arbitri: López, Ramírez |

| 13 ianuarie 2017 17:45 | Suedia       | 33–16   | Bahrain | AccorHotels Arena, Paris Asistență: 6.579 Arbitri: Reveret, Pichon |
| 13 ianuarie 2017 17:45 | Tollbring 10 | (17–5)  | Habib 4 | AccorHotels Arena, Paris Asistență: 6.579 Arbitri: Reveret, Pichon |
| 13 ianuarie 2017 17:45 | 5× 2×        | Cronică | 5× 2×   | AccorHotels Arena, Paris Asistență: 6.579 Arbitri: Reveret, Pichon |

| 13 ianuarie 2017 20:45 | Danemarca | 33–22   | Argentina      | AccorHotels Arena, Paris Asistență: 7.582 Arbitri: Pavićević, Ražnatović |
| 13 ianuarie 2017 20:45 | Hansen 6  | (17–11) | F. Fernández 6 | AccorHotels Arena, Paris Asistență: 7.582 Arbitri: Pavićević, Ražnatović |
| 13 ianuarie 2017 20:45 | 3× 2×     | Cronică | 4× 2×          | AccorHotels Arena, Paris Asistență: 7.582 Arbitri: Pavićević, Ražnatović |

| 14 ianuarie 2017 20:45 | Egipt      | 28–35   | Danemarca | AccorHotels Arena, Paris Asistență: 7.413 Arbitri: Lah, Sok |
| 14 ianuarie 2017 20:45 | El-Deraa 6 | (15–21) | Svan 6    | AccorHotels Arena, Paris Asistență: 7.413 Arbitri: Lah, Sok |
| 14 ianuarie 2017 20:45 | 1× 2× 1×   | Cronică | 4× 2×     | AccorHotels Arena, Paris Asistență: 7.413 Arbitri: Lah, Sok |

| 15 ianuarie 2017 14:45 | Argentina    | 17–35   | Suedia       | AccorHotels Arena, Paris Asistență: 12.578 Arbitri: Lah, Sok |
| 15 ianuarie 2017 14:45 | S. Simonet 5 | (11–16) | Zachrisson 8 | AccorHotels Arena, Paris Asistență: 12.578 Arbitri: Lah, Sok |
| 15 ianuarie 2017 14:45 | 4× 2×        | Cronică | 5× 3× 2×     | AccorHotels Arena, Paris Asistență: 12.578 Arbitri: Lah, Sok |

| 15 ianuarie 2017 17:45 | Bahrain      | 22–32   | Qatar    | AccorHotels Arena, Paris Asistență: 4.475 Arbitri: Pavićević, Ražnatović |
| 15 ianuarie 2017 17:45 | Abdulqader 5 | (9–19)  | Madadi 8 | AccorHotels Arena, Paris Asistență: 4.475 Arbitri: Pavićević, Ražnatović |
| 15 ianuarie 2017 17:45 | 5× 4×        | Cronică | 7× 2×    | AccorHotels Arena, Paris Asistență: 4.475 Arbitri: Pavićević, Ražnatović |

| 16 ianuarie 2017 17:45 | Egipt      | 31–29   | Bahrain  | AccorHotels Arena, Paris Asistență: 4.429 Arbitri: Reveret, Pichon |
| 16 ianuarie 2017 17:45 | El-Deraa 6 | (17–15) | Saad 6   | AccorHotels Arena, Paris Asistență: 4.429 Arbitri: Reveret, Pichon |
| 16 ianuarie 2017 17:45 | 3×         | Cronică | 5× 2× 1× | AccorHotels Arena, Paris Asistență: 4.429 Arbitri: Reveret, Pichon |

| 16 ianuarie 2017 20:45 | Danemarca | 27–25   | Suedia   | AccorHotels Arena, Paris Asistență: 13.850 Arbitri: López, Ramírez |
| 16 ianuarie 2017 20:45 | Hansen 8  | (14–10) | Ekberg 7 | AccorHotels Arena, Paris Asistență: 13.850 Arbitri: López, Ramírez |
| 16 ianuarie 2017 20:45 | 4× 3×     | Cronică | 3×       | AccorHotels Arena, Paris Asistență: 13.850 Arbitri: López, Ramírez |

| 17 ianuarie 2017 17:45 | Qatar     | 21–17   | Argentina      | AccorHotels Arena, Paris Asistență: 3.641 Arbitri: Lah, Sok |
| 17 ianuarie 2017 17:45 | Mallash 5 | (9–2)   | F. Fernández 7 | AccorHotels Arena, Paris Asistență: 3.641 Arbitri: Lah, Sok |
| 17 ianuarie 2017 17:45 | 3×        | Cronică | 2× 1×          | AccorHotels Arena, Paris Asistență: 3.641 Arbitri: Lah, Sok |

| 18 ianuarie 2017 14:00 | Argentina | 26–31   | Egipt           | AccorHotels Arena, Paris Asistență: 7.233 Arbitri: López, Ramírez |
| 18 ianuarie 2017 14:00 | Vieyra 12 | (10–13) | trei jucători 5 | AccorHotels Arena, Paris Asistență: 7.233 Arbitri: López, Ramírez |
| 18 ianuarie 2017 14:00 | 4× 2×     | Cronică | 5× 3×           | AccorHotels Arena, Paris Asistență: 7.233 Arbitri: López, Ramírez |

| 18 ianuarie 2017 17:45 | Danemarca        | 30–26   | Bahrain           | AccorHotels Arena, Paris Asistență: 7.900 Arbitri: Lah, Sok |
| 18 ianuarie 2017 17:45 | H. Toft Hansen 6 | (17–13) | Habib, Mahfoodh 6 | AccorHotels Arena, Paris Asistență: 7.900 Arbitri: Lah, Sok |
| 18 ianuarie 2017 17:45 | 4× 2× 1×         | Cronică | 6× 2×             | AccorHotels Arena, Paris Asistență: 7.900 Arbitri: Lah, Sok |

| 18 ianuarie 2017 20:45 | Suedia   | 36–25   | Qatar   | AccorHotels Arena, Paris Asistență: 6.034 Arbitri: Reveret, Pichon |
| 18 ianuarie 2017 20:45 | Ekberg 9 | (19–12) | Roiné 8 | AccorHotels Arena, Paris Asistență: 6.034 Arbitri: Reveret, Pichon |
| 18 ianuarie 2017 20:45 | 6× 1×    | Cronică | 1×      | AccorHotels Arena, Paris Asistență: 6.034 Arbitri: Reveret, Pichon |

| 20 January 2017 14:00 | Bahrain      | 17–26   | Argentina      | AccorHotels Arena, Paris Asistență: 6,314 Arbitri: Reveret, Pichon |
| 20 January 2017 14:00 | Abdulqader 5 | (8–13)  | F. Fernández 8 | AccorHotels Arena, Paris Asistență: 6,314 Arbitri: Reveret, Pichon |
| 20 January 2017 14:00 | 6× 2×        | Cronică | 7× 1×          | AccorHotels Arena, Paris Asistență: 6,314 Arbitri: Reveret, Pichon |

| 20 ianuarie 2017 17:45 | Suedia   | 33–26   | Egipt  | AccorHotels Arena, Paris Asistență: 7.660 Arbitri: Lah, Sok |
| 20 ianuarie 2017 17:45 | Ekberg 8 | (15–9)  | Issa 7 | AccorHotels Arena, Paris Asistență: 7.660 Arbitri: Lah, Sok |
| 20 ianuarie 2017 17:45 | 7× 1×    | Cronică | 4× 3×  | AccorHotels Arena, Paris Asistență: 7.660 Arbitri: Lah, Sok |

| 20 ianuarie 2017 20:45 | Qatar            | 29–32   | Danemarca  | AccorHotels Arena, Paris Asistență: 8.444 Arbitri: López, Ramírez |
| 20 ianuarie 2017 20:45 | Capote, Benali 5 | (16–14) | Nøddesbo 8 | AccorHotels Arena, Paris Asistență: 8.444 Arbitri: López, Ramírez |
| 20 ianuarie 2017 20:45 | 2×               | Cronică | 4×         | AccorHotels Arena, Paris Asistență: 8.444 Arbitri: López, Ramírez |

## Cupa președintelui

### Meciurile pentru locurile 21–24
|  | Semifinalele pentru locurile 21-24 | Semifinalele pentru locurile 21-24 |    |             | Meciul pentru locul 21 | Meciul pentru locul 21 |  |
|  |                                    |                                    |    |             |                        |                        |  |
|  | 21 ianuarie                        |                                    |    |             |                        |                        |  |
|  | Japonia                            | 37                                 |    |             |                        |                        |  |
|  | Angola                             | 26                                 |    |             |                        |                        |  |
|  |                                    |                                    |    |             |                        |                        |  |
|  |                                    |                                    |    |             | 23 ianuarie            |                        |  |
|  |                                    |                                    |    |             | Japonia                | 29                     |  |
|  |                                    | Chile                              | 35 |             |                        |                        |  |
|  |                                    |                                    |    |             |                        |                        |  |
|  |                                    |                                    |    |             |                        |                        |  |
|  |                                    |                                    |    |             | Meciul pentru locul 23 |                        |  |
|  | 22 ianuarie                        | 22 ianuarie                        |    | 23 ianuarie | 23 ianuarie            |                        |  |
|  | Chile                              | 35                                 |    | Angola      | 26                     |                        |  |
|  | Bahrain                            | 30                                 |    |             | Bahrain                | 32                     |  |

#### Semifinalele pentru locurile 21-24
| 21 ianuarie 2017 14:00 | Japonia  | 37–26   | Angola  | Brest Arena, Brest Asistență: 3.017 Arbitri: Kolahdouzan, Mousaviannazhad |
| 21 ianuarie 2017 14:00 | Tokuda 8 | (18–14) | Lopes 9 | Brest Arena, Brest Asistență: 3.017 Arbitri: Kolahdouzan, Mousaviannazhad |
| 21 ianuarie 2017 14:00 | 3×       | Cronică | 4× 1×   | Brest Arena, Brest Asistență: 3.017 Arbitri: Kolahdouzan, Mousaviannazhad |

| 22 ianuarie 2017 14:00 | Chile                    | 35–30   | Bahrain     | Brest Arena, Brest Asistență: 3.600 Arbitri: Koo, Lee |
| 22 ianuarie 2017 14:00 | E. Salinas, R. Salinas 8 | (18–14) | Al-Sayyad 8 | Brest Arena, Brest Asistență: 3.600 Arbitri: Koo, Lee |
| 22 ianuarie 2017 14:00 | 5× 2×                    | Cronică | 7× 4×       | Brest Arena, Brest Asistență: 3.600 Arbitri: Koo, Lee |

#### Meciul pentru locul 23
| 23 ianuarie 2017 13:00 | Angola    | 26–32   | Bahrain    | Brest Arena, Brest Asistență: 3.200 Arbitri: Pavićević, Ražnatović |
| 23 ianuarie 2017 13:00 | Pestana 6 | (13–15) | A. Merza 8 | Brest Arena, Brest Asistență: 3.200 Arbitri: Pavićević, Ražnatović |
| 23 ianuarie 2017 13:00 | 5× 1×     | Cronică | 1× 2×      | Brest Arena, Brest Asistență: 3.200 Arbitri: Pavićević, Ražnatović |

#### Meciul pentru locul 21
| 23 ianuarie 2017 15:00 | Japonia  | 29–35   | Chile                      | Brest Arena, Brest Asistență: 3.200 Arbitri: Reveret, Pichon |
| 23 ianuarie 2017 15:00 | Agarie 9 | (12–17) | Ceballos, Er. Feuchtmann 7 | Brest Arena, Brest Asistență: 3.200 Arbitri: Reveret, Pichon |
| 23 ianuarie 2017 15:00 | 1× 3×    | Cronică | 2× 3×                      | Brest Arena, Brest Asistență: 3.200 Arbitri: Reveret, Pichon |

### Meciurile pentru locurile 17–20
|  | Semifinalele pentru locurile 17-20 | Semifinalele pentru locurile 17-20 |    |             | Meciul pentru locul 17 | Meciul pentru locul 17 |  |
|  |                                    |                                    |    |             |                        |                        |  |
|  | 21 ianuarie                        |                                    |    |             |                        |                        |  |
|  | Polonia                            | 28                                 |    |             |                        |                        |  |
|  | Tunisia                            | 26                                 |    |             |                        |                        |  |
|  |                                    |                                    |    |             |                        |                        |  |
|  |                                    |                                    |    |             | 23 ianuarie            |                        |  |
|  |                                    |                                    |    |             | Polonia                | 24                     |  |
|  |                                    | Argentina                          | 22 |             |                        |                        |  |
|  |                                    |                                    |    |             |                        |                        |  |
|  |                                    |                                    |    |             |                        |                        |  |
|  |                                    |                                    |    |             | Meciul pentru locul 19 |                        |  |
|  | 22 ianuarie                        | 22 ianuarie                        |    | 23 ianuarie | 23 ianuarie            |                        |  |
|  | Arabia Saudită                     | 22                                 |    | Tunisia     | 39                     |                        |  |
|  | Argentina                          | 24                                 |    |             | Arabia Saudită         | 30                     |  |

#### Semifinalele pentru locurile 17-20
| 21 ianuarie 2017 16:00 | Polonia     | 28–26   | Tunisia    | Brest Arena, Brest Asistență: 3.600 Arbitri: Reveret, Pichon |
| 21 ianuarie 2017 16:00 | Krajewski 8 | (15–11) | Bannour 10 | Brest Arena, Brest Asistență: 3.600 Arbitri: Reveret, Pichon |
| 21 ianuarie 2017 16:00 | 5× 2× 1×    | Cronică | 4× 2×      | Brest Arena, Brest Asistență: 3.600 Arbitri: Reveret, Pichon |

| 22 ianuarie 2017 16:00 | Arabia Saudită | 22–24   | Argentina | Brest Arena, Brest Asistență: 4.114 Arbitri: Pavićević, Ražnatović |
| 22 ianuarie 2017 16:00 | M. Al-Abbas 6  | (8–10)  | Pizarro 6 | Brest Arena, Brest Asistență: 4.114 Arbitri: Pavićević, Ražnatović |
| 22 ianuarie 2017 16:00 | 6× 2×          | Cronică | 3×        | Brest Arena, Brest Asistență: 4.114 Arbitri: Pavićević, Ražnatović |

#### Meciul pentru locul 19
| 23 ianuarie 2017 18:00 | Tunisia        | 39–30   | Arabia Saudită | Brest Arena, Brest Asistență: 1.650 Arbitri: Koo, Lee |
| 23 ianuarie 2017 18:00 | Haj Youssef 12 | (20–15) | M. Al-Abbas 9  | Brest Arena, Brest Asistență: 1.650 Arbitri: Koo, Lee |
| 23 ianuarie 2017 18:00 | 3×             | Cronică | 2×             | Brest Arena, Brest Asistență: 1.650 Arbitri: Koo, Lee |

#### Meciul pentru locul 17
| 23 ianuarie 2017 20:00 | Polonia     | 24–22   | Argentina      | Brest Arena, Brest Asistență: 2.320 Arbitri: Kolahdouzan, Mousaviannazhad |
| 23 ianuarie 2017 20:00 | Krajewski 6 | (13–13) | F. Fernández 8 | Brest Arena, Brest Asistență: 2.320 Arbitri: Kolahdouzan, Mousaviannazhad |
| 23 ianuarie 2017 20:00 | 4× 3×       | Cronică | 4× 3×          | Brest Arena, Brest Asistență: 2.320 Arbitri: Kolahdouzan, Mousaviannazhad |

## Fazele eliminatorii

### Schema
|  | Optimile de finală | Optimile de finală |             |    | Sferturile de finală | Sferturile de finală |             |             | Semifinalele | Semifinalele |  |  | Finala | Finala |
|  |                    |                    |             |    |                      |                      |             |             |              |              |  |  |        |        |
|  | 21 ianuarie        |                    |             |    |                      |                      |             |             |              |              |  |  |        |        |
|  |                    |                    |             |    |                      |                      |             |             |              |              |  |  |        |        |
|  | Franța             | 31                 |             |    |                      |                      |             |             |              |              |  |  |        |        |
|  | Franța             | 31                 | 24 ianuarie |    |                      |                      |             |             |              |              |  |  |        |        |
|  | Islanda            | 25                 |             |    |                      |                      |             |             |              |              |  |  |        |        |
|  | Islanda            | 25                 | Franța      | 33 |                      |                      |             |             |              |              |  |  |        |        |
|  | 22 ianuarie        |                    | Franța      | 33 |                      |                      |             |             |              |              |  |  |        |        |
|  |                    | Suedia             | 30          |    |                      |                      |             |             |              |              |  |  |        |        |
|  | Belarus            | Suedia             | 30          | 22 |                      |                      |             |             |              |              |  |  |        |        |
|  | Belarus            |                    | 26 ianuarie | 22 |                      |                      |             |             |              |              |  |  |        |        |
|  | Suedia             | 41                 |             |    |                      |                      |             |             |              |              |  |  |        |        |
|  | Suedia             | 41                 | Franța      | 31 |                      |                      |             |             |              |              |  |  |        |        |
|  | 21 ianuarie        |                    | Franța      | 31 |                      |                      |             |             |              |              |  |  |        |        |
|  |                    | Slovenia           | 25          |    |                      |                      |             |             |              |              |  |  |        |        |
|  | Rusia              | Slovenia           | 25          | 26 |                      |                      |             |             |              |              |  |  |        |        |
|  | Rusia              | 24 ianuarie        |             | 26 |                      |                      |             |             |              |              |  |  |        |        |
|  | Slovenia           | 32                 |             |    |                      |                      |             |             |              |              |  |  |        |        |
|  | Slovenia           | 32                 | Slovenia    | 32 |                      |                      |             |             |              |              |  |  |        |        |
|  | 22 ianuarie        |                    | Slovenia    | 32 |                      |                      |             |             |              |              |  |  |        |        |
|  |                    | Qatar              | 30          |    |                      |                      |             |             |              |              |  |  |        |        |
|  | Germania           | Qatar              | 30          | 20 |                      |                      |             |             |              |              |  |  |        |        |
|  | Germania           |                    | 29 ianuarie | 20 |                      |                      |             |             |              |              |  |  |        |        |
|  | Qatar              | 21                 |             |    |                      |                      |             |             |              |              |  |  |        |        |
|  | Qatar              | 21                 | Franța      | 33 |                      |                      |             |             |              |              |  |  |        |        |
|  | 21 ianuarie        |                    | Franța      | 33 |                      |                      |             |             |              |              |  |  |        |        |
|  |                    | Norvegia           | 26          |    |                      |                      |             |             |              |              |  |  |        |        |
|  | Brazilia           | Norvegia           | 26          | 27 |                      |                      |             |             |              |              |  |  |        |        |
|  | Brazilia           | 24 ianuarie        |             | 27 |                      |                      |             |             |              |              |  |  |        |        |
|  | Spania             | 28                 |             |    |                      |                      |             |             |              |              |  |  |        |        |
|  | Spania             | 28                 | Spania      | 29 |                      |                      |             |             |              |              |  |  |        |        |
|  | 22 ianuarie        |                    | Spania      | 29 |                      |                      |             |             |              |              |  |  |        |        |
|  |                    | Croația            | 30          |    |                      |                      |             |             |              |              |  |  |        |        |
|  | Croația            | Croația            | 30          | 21 |                      |                      |             |             |              |              |  |  |        |        |
|  | Croația            |                    | 27 ianuarie | 21 |                      |                      |             |             |              |              |  |  |        |        |
|  | Egipt              | 19                 |             |    |                      |                      |             |             |              |              |  |  |        |        |
|  | Egipt              | 19                 | Croația     | 25 |                      |                      |             |             |              |              |  |  |        |        |
|  | 21 ianuarie        |                    | Croația     | 25 |                      |                      |             |             |              |              |  |  |        |        |
|  |                    | Norvegia (OT)      | 28          |    | Locurile 3-4         | Locurile 3-4         |             |             |              |              |  |  |        |        |
|  | Norvegia           | Norvegia (OT)      | 28          | 34 | Locurile 3-4         | Locurile 3-4         |             |             |              |              |  |  |        |        |
|  | Norvegia           | 24 ianuarie        | 24 ianuarie | 34 |                      |                      | 28 ianuarie | 28 ianuarie |              |              |  |  |        |        |
|  | Macedonia          | 24 ianuarie        | 24 ianuarie | 24 |                      |                      | 28 ianuarie | 28 ianuarie |              |              |  |  |        |        |
|  | Macedonia          | Norvegia           | 31          | 24 | Slovenia             | 31                   |             |             |              |              |  |  |        |        |
|  | 22 ianuarie        | Norvegia           | 31          |    | Slovenia             | 31                   |             |             |              |              |  |  |        |        |
|  |                    | Ungaria            | 28          |    | Croația              | 30                   |             |             |              |              |  |  |        |        |
|  | Ungaria            | Ungaria            | 28          | 27 | Croația              | 30                   |             |             |              |              |  |  |        |        |
|  | Ungaria            |                    |             | 27 |                      |                      |             |             |              |              |  |  |        |        |
|  | Danemarca          | 25                 |             |    |                      |                      |             |             |              |              |  |  |        |        |
|  | Danemarca          | 25                 |             |    |                      |                      |             |             |              |              |  |  |        |        |

### Optimile de finală
| 21 ianuarie 2017 16:00 | Norvegia         | 34–24   | Macedonia    | La halle de glace Olympique, Albertville Asistență: 6.540 Arbitri: Līcis, Sondors |
| 21 ianuarie 2017 16:00 | Jøndal, Tangen 6 | (12–10) | K. Lazarov 6 | La halle de glace Olympique, Albertville Asistență: 6.540 Arbitri: Līcis, Sondors |
| 21 ianuarie 2017 16:00 | 2×               | Cronică | 4× 2×        | La halle de glace Olympique, Albertville Asistență: 6.540 Arbitri: Līcis, Sondors |

| 21 ianuarie 2017 18:00 | Franța   | 31–25   | Islanda   | Stade Pierre-Mauroy, Lille Asistență: 28.010 Arbitri: Grillo, Lenci |
| 21 ianuarie 2017 18:00 | Guigou 6 | (14–13) | Kárason 7 | Stade Pierre-Mauroy, Lille Asistență: 28.010 Arbitri: Grillo, Lenci |
| 21 ianuarie 2017 18:00 | 2× 1×    | Cronică | 4× 3×     | Stade Pierre-Mauroy, Lille Asistență: 28.010 Arbitri: Grillo, Lenci |

| 21 ianuarie 2017 20:45 | Brazilia | 27–28   | Spania                 | Park&Suites Arena, Montpellier Asistență: 6.923 Arbitri: Brunner, Salah |
| 21 ianuarie 2017 20:45 | Silva 7  | (18–16) | Cañellas, Dujshebaev 5 | Park&Suites Arena, Montpellier Asistență: 6.923 Arbitri: Brunner, Salah |
| 21 ianuarie 2017 20:45 | 5× 2×    | Cronică | 4× 2×                  | Park&Suites Arena, Montpellier Asistență: 6.923 Arbitri: Brunner, Salah |

| 21 ianuarie 2017 20:45 | Rusia                 | 26–32   | Slovenia   | AccorHotels Arena, Paris Asistență: 8.324 Arbitri: Bonaventura, Bonaventura |
| 21 ianuarie 2017 20:45 | Dereven, Shishkarev 5 | (15–13) | Cingesar 6 | AccorHotels Arena, Paris Asistență: 8.324 Arbitri: Bonaventura, Bonaventura |
| 21 ianuarie 2017 20:45 | 7× 3× 1×              | Cronică | 2× 3×      | AccorHotels Arena, Paris Asistență: 8.324 Arbitri: Bonaventura, Bonaventura |

| 22 ianuarie 2017 16:00 | Ungaria | 27–25   | Danemarca | La halle de glace Olympique, Albertville Asistență: 6.540 Arbitri: Boualloucha, Khenissi |
| 22 ianuarie 2017 16:00 | Lékai 6 | (13–12) | Hansen 8  | La halle de glace Olympique, Albertville Asistență: 6.540 Arbitri: Boualloucha, Khenissi |
| 22 ianuarie 2017 16:00 | 3×      | Cronică | 1× 2×     | La halle de glace Olympique, Albertville Asistență: 6.540 Arbitri: Boualloucha, Khenissi |

| 22 ianuarie 2017 16:00 | Belarus   | 22–41   | Suedia         | Stade Pierre-Mauroy, Lille Asistență: 16.188 Arbitri: Nachevski, Nikolov |
| 22 ianuarie 2017 16:00 | Karalek 7 | (11–24) | Gottfridsson 8 | Stade Pierre-Mauroy, Lille Asistență: 16.188 Arbitri: Nachevski, Nikolov |
| 22 ianuarie 2017 16:00 | 4× 2×     | Cronică | 3× 1×          | Stade Pierre-Mauroy, Lille Asistență: 16.188 Arbitri: Nachevski, Nikolov |

| 22 ianuarie 2017 18:00 | Germania             | 20–21   | Qatar    | AccorHotels Arena, Paris Asistență: 10.209 Arbitri: Gatelis, Mažeika |
| 22 ianuarie 2017 18:00 | Glandorf, Groetzki 4 | (10–9)  | Capote 9 | AccorHotels Arena, Paris Asistență: 10.209 Arbitri: Gatelis, Mažeika |
| 22 ianuarie 2017 18:00 | 5× 4×                | Cronică | 4× 3×    | AccorHotels Arena, Paris Asistență: 10.209 Arbitri: Gatelis, Mažeika |

| 22 ianuarie 2017 20:45 | Croația  | 21–19   | Egipt      | Park&Suites Arena, Montpellier Asistență: 6.266 Arbitri: Gjeding, Hansen |
| 22 ianuarie 2017 20:45 | Horvat 6 | (13–7)  | El-Ahmar 5 | Park&Suites Arena, Montpellier Asistență: 6.266 Arbitri: Gjeding, Hansen |
| 22 ianuarie 2017 20:45 | 3×       | Cronică | 4×         | Park&Suites Arena, Montpellier Asistență: 6.266 Arbitri: Gjeding, Hansen |

### Sferturile de finală
| 24 ianuarie 2017 17:00 | Norvegia     | 31–28   | Ungaria    | La halle de glace Olympique, Albertville Asistență: 6.540 Arbitri: Geipel, Helbig |
| 24 ianuarie 2017 17:00 | Lie Hansen 6 | (17–10) | Császár 11 | La halle de glace Olympique, Albertville Asistență: 6.540 Arbitri: Geipel, Helbig |
| 24 ianuarie 2017 17:00 | 7× 2×        | Cronică | 3×         | La halle de glace Olympique, Albertville Asistență: 6.540 Arbitri: Geipel, Helbig |

| 24 ianuarie 2017 19:00 | Franța | 33–30   | Suedia         | Stade Pierre-Mauroy, Lille Asistență: 28.010 Arbitri: López, Ramírez |
| 24 ianuarie 2017 19:00 | Mahé 9 | (15–16) | Gottfridsson 7 | Stade Pierre-Mauroy, Lille Asistență: 28.010 Arbitri: López, Ramírez |
| 24 ianuarie 2017 19:00 | 5× 3×  | Cronică | 6× 3×          | Stade Pierre-Mauroy, Lille Asistență: 28.010 Arbitri: López, Ramírez |

| 24 ianuarie 2017 20:45 | Slovenia | 32–30   | Qatar   | AccorHotels Arena, Paris Asistență: 6.573 Arbitri: Horáček, Novotný |
| 24 ianuarie 2017 20:45 | Marguč 6 | (18–15) | Roiné 8 | AccorHotels Arena, Paris Asistență: 6.573 Arbitri: Horáček, Novotný |
| 24 ianuarie 2017 20:45 | 3× 1×    | Cronică | 4× 1×   | AccorHotels Arena, Paris Asistență: 6.573 Arbitri: Horáček, Novotný |

| 24 ianuarie 2017 20:45 | Spania      | 29–30   | Croația | Park&Suites Arena, Montpellier Asistență: 6.749 Arbitri: Gjeding, Hansen |
| 24 ianuarie 2017 20:45 | Fernández 7 | (15–17) | Mamić 9 | Park&Suites Arena, Montpellier Asistență: 6.749 Arbitri: Gjeding, Hansen |
| 24 ianuarie 2017 20:45 | 1× 4×       | Cronică | 4× 2×   | Park&Suites Arena, Montpellier Asistență: 6.749 Arbitri: Gjeding, Hansen |

### Semifinale
| 26 ianuarie 2017 21:00 | Franța   | 31–25   | Slovenia  | AccorHotels Arena, Paris Asistență: 15.609 Arbitri: Geipel, Helbig |
| 26 ianuarie 2017 21:00 | Remili 6 | (15–12) | Dolenec 5 | AccorHotels Arena, Paris Asistență: 15.609 Arbitri: Geipel, Helbig |
| 26 ianuarie 2017 21:00 | 3× 2×    | Cronică | 2× 3×     | AccorHotels Arena, Paris Asistență: 15.609 Arbitri: Geipel, Helbig |

| 27 ianuarie 2017 20:45 | Croația              | 25–28 (Prel.) | Norvegia | AccorHotels Arena, Paris Asistență: 10.324 Arbitri: Horáček, Novotný |
| 27 ianuarie 2017 20:45 | Horvat 6             | (10–12)       | Myrhol 6 | AccorHotels Arena, Paris Asistență: 10.324 Arbitri: Horáček, Novotný |
| 27 ianuarie 2017 20:45 | 6× 4× 1×             | Cronică       | 4× 3×    | AccorHotels Arena, Paris Asistență: 10.324 Arbitri: Horáček, Novotný |
| 27 ianuarie 2017 20:45 | FT: 22–22 Prel.: 3–6 |               |          | AccorHotels Arena, Paris Asistență: 10.324 Arbitri: Horáček, Novotný |

### Finala mică
| 28 ianuarie 2017 20:45 | Slovenia        | 31–30   | Croația   | AccorHotels Arena, Paris Asistență: 8.625 Arbitri: López, Ramírez |
| 28 ianuarie 2017 20:45 | three players 4 | (13–18) | Cindrić 7 | AccorHotels Arena, Paris Asistență: 8.625 Arbitri: López, Ramírez |
| 28 ianuarie 2017 20:45 | 2× 4×           | Cronică | 3× 2×     | AccorHotels Arena, Paris Asistență: 8.625 Arbitri: López, Ramírez |

### Finala
| 29 ianuarie 2017 17:30 | Franța      | 33–26   | Norvegia   | AccorHotels Arena, Paris Asistență: 15.609 Arbitri: Gjeding, Hansen |
| 29 ianuarie 2017 17:30 | Karabatić 6 | (18–17) | Tønnesen 5 | AccorHotels Arena, Paris Asistență: 15.609 Arbitri: Gjeding, Hansen |
| 29 ianuarie 2017 17:30 | 1× 2×       | Cronică | 2× 4×      | AccorHotels Arena, Paris Asistență: 15.609 Arbitri: Gjeding, Hansen |

## Clasament și statistici

### Clasamentul final
Pentru locurile 5–16 criteriul a fost numărul de puncte obținute în runda anterioară (faza grupelor) împotriva echipelor clasate pe locurile 1–4 în grupa lor.
| Loc | Echipă         |
| --- | -------------- |
|     | Franța         |
|     | Norvegia       |
|     | Slovenia       |
| 4   | Croația        |
| 5   | Spania         |
| 6   | Suedia         |
| 7   | Ungaria        |
| 8   | Qatar          |
| 9   | Germania       |
| 10  | Danemarca      |
| 11  | Belarus        |
| 12  | Rusia          |
| 13  | Egipt          |
| 14  | Islanda        |
| 15  | Macedonia      |
| 16  | Brazilia       |
| 17  | Polonia        |
| 18  | Argentina      |
| 19  | Tunisia        |
| 20  | Arabia Saudită |
| 21  | Chile          |
| 22  | Japonia        |
| 23  | Bahrain        |
| 24  | Angola         |

## Statistici
| Poz. | Nume               | Goluri    | Șuturi | %  | Meciuri |
| ---- | ------------------ | --------- | ------ | -- | ------- |
| 1    | Kiril Lazarov      | Macedonia | 50     | 81 | 62      |
| 2    | Sérgio Lopes       | Angola    | 47     | 88 | 53      |
| 3    | Amine Bannour      | Tunisia   | 45     | 84 | 54      |
| 3    | Kristian Bjørnsen  | Norvegia  | 45     | 59 | 76      |
| 5    | Niclas Ekberg      | Suedia    | 43     | 60 | 72      |
| 6    | Bjarte Myrhol      | Norvegia  | 42     | 53 | 79      |
| 7    | Sander Sagosen     | Norvegia  | 41     | 79 | 52      |
| 8    | Luka Cindrić       | Croația   | 39     | 65 | 60      |
| 8    | Federico Fernandez | Argentina | 39     | 58 | 67      |
| 10   | Gábor Császár      | Ungaria   | 38     | 55 | 69      |
| 10   | Gašper Marguč      | Slovenia  | 38     | 48 | 79      |
| 10   | Jerry Tollbring    | Suedia    | 38     | 46 | 83      |

| Poz. | Nume                   | %         | Parade | Șuturi | Meciuri |
| ---- | ---------------------- | --------- | ------ | ------ | ------- |
| 1    | Espen Christensen      | Norvegia  | 44     | 32     | 73      |
| 2    | Andreas Wolff          | Germania  | 43     | 60     | 141     |
| 3    | Vincent Gérard         | Franța    | 40     | 62     | 155     |
| 3    | Niklas Landin Jacobsen | Danemarca | 40     | 66     | 167     |
| 3    | Andreas Palicka        | Suedia    | 40     | 51     | 127     |
| 6    | Mikael Appelgren       | Suedia    | 39     | 55     | 141     |
| 7    | Rodrigo Corrales       | Spania    | 36     | 43     | 121     |
| 7    | Maik dos Santos        | Brazilia  | 36     | 46     | 129     |
| 7    | Silvio Heinevetter     | Germania  | 36     | 25     | 69      |
| 10   | Makrem Missaoui        | Tunisia   | 35     | 73     | 210     |

## Legături externe
Materiale media legate de Campionatul Mondial de Handbal Masculin din 2017 la Wikimedia Commons
- en  Campionatul Mondial din 2017 la Federația Internațională de Handbal